# 公斂處父
公斂處父（？—？），即公斂阳，中国春秋时期鲁国人，公斂氏，孟孙氏的家臣。

## 生平
前503年，齐国国夏进攻鲁国。阳虎为季桓子驾战车，公敛处父为孟懿子驾战车，准备夜袭齐军。齐军知道后，假装无备，设伏以待鲁军。公敛处父说：“阳虎你不考虑到这样做会引起祸患，你一定会死。”苫夷说：“阳虎你如果使他们两位陷入祸难，不等军法官的判决，我一定杀了你。”阳虎害怕而撤兵，没有招致失败。前502年，阳虎计划在蒲圃设享礼时杀死季桓子季孙斯。公敛处父发觉，提醒孟懿子早作准备。十月初三，阳虎劫持鲁定公和叔孙武叔以攻打孟氏。公敛处父率领成地人从上东门入曲阜城，和阳氏在南门里作战，没有战胜。又在棘下作战，击败阳虎。公敛处父请求追赶阳虎，孟懿子没有答应。公敛处父要杀死季桓子，孟孙害怕，把季桓子送回家。前498年，孔子堕三都，包括孟孙的成邑。公敛处父对孟懿子说：“毁掉成邑，齐国人必能直抵国境北门。成邑是孟氏的保障，没有成邑，就没有孟氏。我不准备毁掉。”冬十二月，鲁定公领兵包围成邑，没有攻下。